# Rhyacia helvetina
Rhyacia helvetina är en fjärilsart som beskrevs av Jean Baptiste Boisduval 1833. Rhyacia helvetina ingår i släktet Rhyacia och familjen nattflyn. Inga underarter finns listade.